# Kunsthalle Praha
Kunsthalle Praha je pražská soukromá galerie spravovaná Nadací The Pudil Family Foundation. Podle majitele má být místem pro umění a kulturu, multifunkčním prostorem, galerií s výstavními síněmi a restaurací. Sídlí v objektu bývalé kulturní památky trafostanice, která ale prošla zásadní přestavbou – na průčelí byla vystavěna betonová rampa s měděným pláštěm, na nároží bylo umístěno plastické logo podle návrhu studia Najbrt. Galerie byla otevřena v únoru 2022.

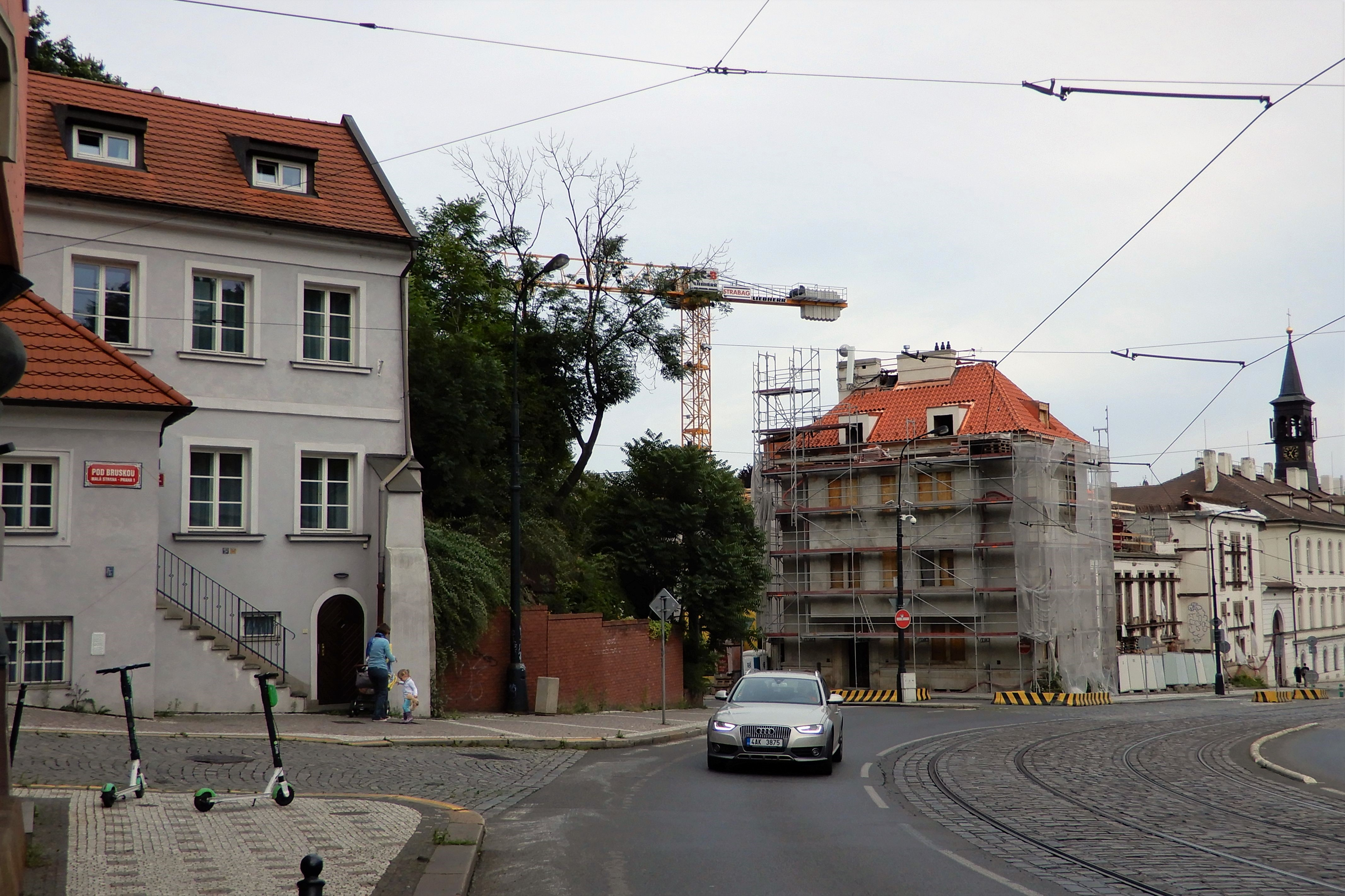
Staveniště od SZ, květen 2020

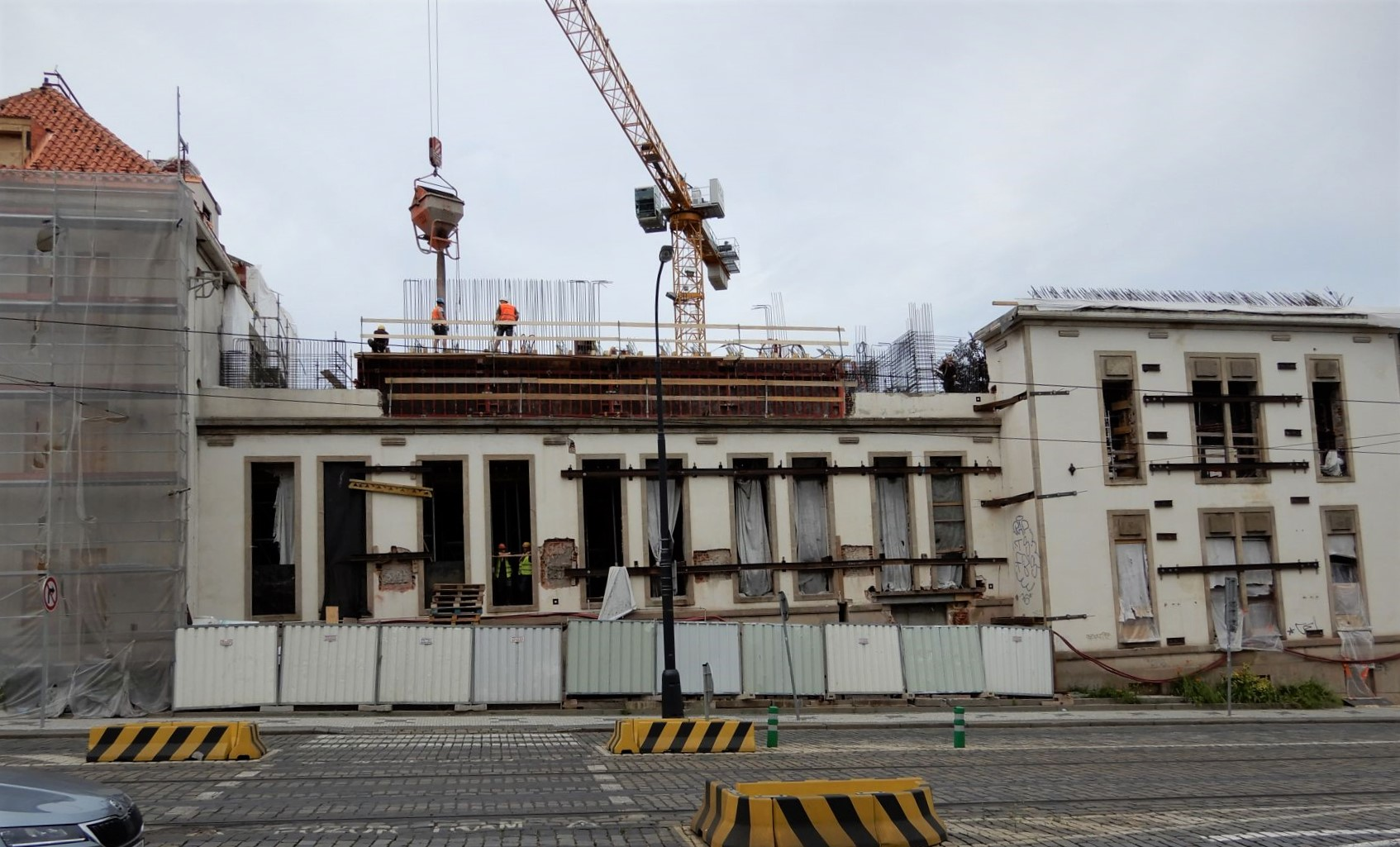
Staveniště od západu, květen 2020

## Historie budovy
Elektrické podniky hlavního města Prahy daly na místě zbořených kasáren na Klárově v letech 1930–1931 vystavět budovu Zengerovy transformační a usměrňovací stanice. Návrh architekta Viléma Kvasničky byl proveden v novoklasicistním stylu, přiměřeném historickému charakteru Malé Strany a akceptovanému v připomínkovém řízení i Klubem Za starou Prahu. Stanice byla pojmenována podle slavného fyzika a meteorologa Václava Zengera, profesora Českého vysokého učení technického v Praze. Po čtyřiceti letech provozu byla plocha výměnou některých technologií za moderní zmenšena a po zrušení původní funkce objekt začal chátrat.
Architektonicky hodnotnou původní stavbu navrhl Klub Za starou Prahu na kulturní památku. Ministerstvo kultury v červenci roku 2014 zahájilo řízení o prohlášení za památku. Mezitím se ukázalo, že tehdejší vlastník objektu, společnost Marvikven, oslovila architekta Martina Rajniše, aby navrhl kompletní přestavbu objektu na luxusní hotel. V dubnu 2015 Ministerstvo kultury objekt skutečně vyhlásilo za památku. Společnost Marvikven poté objekt prodala akciové společnosti Property Klárov, jejímž vlastníkem byl Petr Pudil s manželkou Pavlínou. Budovu se přes svou Nadaci The Pudil Family Foundation rozhodli využít pro zbudování galerie Kunsthalle Praha, ve které by prezentovali svou sbírku umění. Rekonstrukci a dostavbu objektu navrhla projektová kancelář „Schindler Seko Architekti s.r.o.“ z Prahy. Při přestavbě došlo k nenávratnému vybourání interiérů, zastavění terasy a navýšení stavby. Z původní kulturní památky tedy zbyly pouze obvodové zdi.
Rekonstrukce Kunsthalle byla mezi 50 nominovanými projekty na Národní ceny za architekturu 2022, které vyhlašuje Obec architektů. 31. října 2022 získala rekonstrukce Hlavní cenu soutěže Grand Prix Architektů – Národní ceny za architekturu pro rok 2022.

## Současnost a budoucnost
Kunsthalle Praha vznikla z iniciativy a za podpory The Pudil Family Foundation. Tento multifunkční objekt pro současné světové umění má celkovou užitnou plochu 5 700 metrů čtverečních. Zahrnuje výstavní sály galerie, místa pro vzdělávací programy a další kulturní a společenské akce. Terasa na střeše budovy má být přístupná veřejnosti jako vyhlídková kavárna. Dalšími zařízeními jsou bistro a obchod. V suterénu jsou prostory pro depozitáře.

## Program
Provoz Kunsthalle byl zahájen 22. února 2022 velkou multimediální výstavou Kinetismus: 100 let elektřiny v umění, na níž se představilo přes devadesát uměleckých děl z celého světa napříč několika generacemi umělců. Původní funkci budovy připomněla druhá výstava s názvem Zengerova transformační stanice: Elektřina v architektuře, elektřina ve městě. Výstava vzdala hold českému avantgardnímu umělci a průkopníkovi kine-tického umění Zdeňkovi Pešánkovi a představila fascinující dějiny eletrifikace Prahy.
29. září 2022 Kunsthalle Praha zahájila program samostatných výstav významných žijících umělkyň a umělců výstavou německého výtvarníka Gregora Hildebrandta A Blink of an Eye and the Years are Behind Us.
Kunsthalle Praha se v říjnu 2022 stane místem konání Signál Festivalu.
Kunsthalle nabízí mezioborový program, v němž se moderní a současné umění propojuje s literaturou, hudbou, filmem, vědou a architekturou. Každá tematická výstava je originální, koncipovaná ve spolupráci s externím týmem, potenciálně s jinou institucí.
Galerie organizuje mnoho aktivit s cílem podpořit umělecké vzdělávání, přiblížit návštěvníkům plnohodnotné zážitky z umění, vnímání a porozumění světa kolem nás.
Kromě krátkodobých výstav moderního a současného světového umění, kterým se věnují Kunsthalle po celém světě, buduje Kunsthalle Praha vlastní sbírku moderního a současného umění. Od manželů Marie a Milana Knížákových získala sbírku umělců z hnutí Fluxus, mimo jiné také převzala do správy soukromou sbírku umění manželů Evy a Petra Zemanových.

## Kontroverze
V době slavnostního otevření galerie probíhala demonstrace kritizující Kunsthalle Praha za financování umění ze „špinavých peněz“ z těžby uhlí. Protestující odkazovali na kontroverzní roli Petra Pudila při privatizaci Mostecké uhelné společnosti. Happeningu před galerií se zúčastnilo několik desítek umělců a umělkyň. Součástí performance před Kunsthalle Praha byl i workshop artwashingu – praní špinavých peněz skrze bohulibou investici do umění.